# Karl Kapeller (Kapellmeister)
Karl Adolf Kapeller (* 11. Mai 1858 in Wien; † 17. April 1918 ebenda) war ein österreichischer Theaterkapellmeister und Komponist.

## Leben
Kapeller, Sohn eines Schneiders, absolvierte zwischen 1871 und 1878 eine musikalische Ausbildung am Konservatorium der Gesellschaft der Musikfreunde in Wien in Wien (Klarinette bei Thomas Klein, Klavier bei Wilhelm Schenner).
Er arbeitete lange als Kapellmeister am Carltheater, ab September 1896 auch in Bad Ischl. Zudem trat er als Komponist von Operetten, Chansons und Wienerliedern hervor. Zwischen 1881 und 1901 schuf er zwölf Bühnenmusiken, neben dem Carltheater auch für das Apollotheater, das Theater in der Josefstadt, das Kaiser-Jubiläums-Theater und das Ringtheater.

## Werke
- Die wilden Schwäne. Zauberspiel. (1881)
- Im Pavillon. Vaudeville. (1896)
- Wiener Touristen. Posse. (1895)
- Der Dorflump von Dellach. Volksstück. (1900)
- Die verkehrte Welt. Operette. (1901)
- Wiener Bilderbogen. Revue. (1901)
- Der blaue Club. Operette. (1902)
- Ich hab’ amal a Räuscherl g’habt. Wienerlied. (1902)